# Liste der Monuments historiques in Coussey
Die Liste der Monuments historiques in Coussey führt die Monuments historiques in der französischen Gemeinde Coussey auf.

## Liste der Immobilien
| Bezeichnung                     | Beschreibung           | Standort               | Kennzeichnung | Schutzstatus | Datum     | Bild           |
| ------------------------------- | ---------------------- | ---------------------- | ------------- | ------------ | --------- | -------------- |
| Kirche Assomption-de-Notre-Dame | ab dem 12. Jahrhundert | Rue de l’Église (Lage) | PA00107123    | Classé       | 1908 1942 | weitere Bilder |

## Liste der Objekte
| Bezeichnung                   | Beschreibung                  | Standort                                      | Kennzeichnung | Schutzstatus | Datum | Bild |
| ----------------------------- | ----------------------------- | --------------------------------------------- | ------------- | ------------ | ----- | ---- |
| Epitaph für Marie Grand Simon | Marmor, 1720                  | in der Kirche Assomption-de-Notre-Dame (Lage) | PM88001307    | Inscrit      | 2006  |      |
| Grabstein für D. Morizet      | Stein, 1423                   | in der Kirche Assomption-de-Notre-Dame (Lage) | PM88000163    | Classé       | 1908  |      |
| Türbeschläge                  | Schmiedeeisen,12. Jahrhundert | in der Kirche Assomption-de-Notre-Dame (Lage) | PM88000164    | Classé       | 1922  |      |
| Epitaph für Jean Thévenin     | Stein, bemalt, 1709           | in der Kirche Assomption-de-Notre-Dame (Lage) | PM88001306    | Inscrit      | 2006  |      |
| Taufbecken                    | Stein, 11. Jahrhundert        | in der Kirche Assomption-de-Notre-Dame (Lage) | PM88000162    | Classé       | 1905  |      |
| Zwei Beichtstühle             | Holz, 17. Jahrhundert         | in der Kirche Assomption-de-Notre-Dame (Lage) | PM88000165    | Classé       | 1922  |      |
| Epitaph für Claude Petitjean  | Stein, bemalt, 1617           | in der Kirche Assomption-de-Notre-Dame (Lage) | PM88001308    | Inscrit      | 2006  |      |